# Јеленце
Јеленце је водени ток на Фрушкој гори, лева је притока Кудоша, дужине 15,6km, површине слива 81,9km², у сливу Саве.
Настаје у насељу Ириг (1160 м.н.в.) спајањем неколико потока Будаковца, Липовог потока, Видраковца и Дјевојачког потока који дренирају јужне падине Фрушке горе. Таче ка југу као стални каналисани ток, протиче кроз југоисточни део Руме, након чега се улива у Кудош. На водотоку Јеленце, 1,5km североисточно од Руме, налази се истоимена хидроакумулација, готово у потпуности зарасла и еутрофикована. Главна притока је Борковац, који протиче кроз насеље Ривица и у Јеленце се улива у Руми. Амплитуде протицаја крећу се од 0,5 л/с до 5,5m³/с. На око километар северно од града налази се хидроакумулација Борковачко језеро.
У изворишном делу слива налазе се манастири Ново и Старо Хопово. Дуж водотока пружа се пут који повезује Руму и Ириг са Сремском Каменицом на Дунаву.